# 展枝蓼
展枝蓼（学名：Polygonum patulum）为蓼科蓼属下的一个种。

## 扩展阅读
- 維基物種上的相關：展枝蓼